# Шугрэм
Шугрэм (коми Шугрӧм) — посёлок в Сысольском районе Республики Коми. Входит в состав сельского поселения Визиндор.

## География
Посёлок находится на федеральной автодороге А123, на расстоянии 37 км к юго-западу от села Визинга, административного центра района. 

### Часовой пояс
Посёлок Шугрэм, как и вся Республика Коми, находится в часовой зоне МСК (московское время). Смещение применяемого времени относительно UTC составляет +3:00.

## Население
| 2010 |
| ---- |
| 278  |

## Улицы
| - ул. Гаражная, - ул. Куратовская, - ул. Лесная, | - ул. Набережная, - ул. Нагорная, - ул. Поселковая, | - ул. Центральная, - ул. Черёмушки, - ул. Школьная. |